# Четвърта армия
Четвърта отделна армия е българска военна част, формирана основно за Тракийския военен театър, със задачи за действие в югоизточно направление и защита при нападение от Турция.

## Формиране
Четвърта отделна армия е формирана в Лозенград, съгласно височайша заповед по действащата армия № 45 о 15 декември 1912 година.

### Състав и командване
При формирането си армията има следния състав и командване:
- Главна квартира – генерал-майор Стилиян Ковачев (до тогава началник на Родопския отряд)
- Щаб на армията – г.щ. полковник Божко Икономов (до тогава началник-щаб на 4-та дивизия)
  - Оперативно отделение – г.щ. майор Христо Лефтеров (до тогава началник на Цензурната секция в Общата главна квартира)
    - Оперативна секция – капитан Коста Дочев (до тогава състоящ при аташетата)
    - Разузнавателна-цензурна секция – капитан Филип Цонев (до тогава офицер за поръчки от разузнавателната секция при 3-та армия)
    - Картографическа секция – Никола Донков (до тогава военен топограф при щаба на 2-ра армия)

  - Управление на началника на артилерията – арт. инж. полковник Христо Кушев (до тогава началник на артилерията при 2-ра армия)
  - Управление на началника на инженерните войски – полковник Василев (до тогава офицер за поръчки при Инженерната инспекция в Общата главна квартира)
- Тилово управление на армията – подполковник Вълков (до тогава интендант на 2-ра дивизия)
- Части
  - 2-ра пехотна тракийска дивизия (бившите Родопски и Хасковски отряди) – генерал-майор Димитър Гешов
  - 7-а пехотна рилска дивизия (и придадените към нея дружини от доброволческото дружество „Сливница“ и 23-та опълченска дружина) – генерал-майор Георги Тодоров
  - Македоно-одринско опълчение (1-ва, 2-ра и 3-та бригада – всичко 12 дружини и придадените към опълчението части, посочени по-долу) – генерал-лейтенат Никола Генев
    - 9-и артилерийски нескорострелен полк – полковник Димитър Каданов
    - 2-ри планински артилерийски нескорострелен полк – полковник Георги Босев
    - 3-ти конен полк – полковник Юрдан Велчев
    - 6-и конен полк – подполковник Иларион Танев

## Балканска война (1912 – 13)
През Балканската война армията отразява турската атака при Булаир и десанта при Шаркьой.

## Междусъюзническа война (1913)
Съсредоточава се в района на Радовиш – Щип – Кочани срещу главните сръбски армии – Първа и Трета, а щабът на командващия Четвърта българска армия генерал Стилиян Ковачев е в Радовиш. Съставът и е Втора пехотна тракийска дивизия, Седма пехотна рилска дивизия, Осма пехотна тунджанска дивизия, Македоно-одринското опълчение, две бригади от Трета пехотна балканска дивизия и Четвърта пехотна преславска дивизия.
С битката при Брегалница започва и самата война. В Битката при Калиманци спират настъпващите сръбски войски, възпрепятствайки съединяването им с гръцката армия.
Разформирована на 6 август 1913 г.

## Първа световна война (1915 – 1918)
Четвърта армия е отново сформирана на 25 ноември 1917 г. в състав от Десета пехотна беломорска дивизия и Втора конна дивизия. През декември 1917 г. се формира Управление на артилерията към армията, а към него се създава картечно училище. То се закрива през октомври 1918 г., когато се разформирова Четвърта армия и се реорганизира в Щаб на Четвърта военна инспекция.

### Командване и състав
Щаб на армията
- Командващ армията – генерал-лейтенант Сава Савов (1918), генерал от пехотата Стефан Тошев (1918)
- Началник на Щаба на армията – от Генералния щаб, генерал-майор Стефан Азманов (1918)
- Началник на артилерията – генерал-майор Йеротей Сирманов (1918)
- Началник на инженерните войски – генерал-майор Петко Цъклев (1918)

Дивизии
- 10-а пехотна беломорска дивизия – генерал-майор Иван Петров
- 2-ра конна дивизия – генерал-майор Иван Табаков

## Втора световна война (1941 – 1945)
За участие във Втората световна война (1941 – 1945) през юли 1940 година отново е формирана 4-та армия. Тя получава задачата да прикрива югоизточната ни граница като част от Прикриващия фронт и е в състав:
- 4-та пехотна преславска дивизия
- 6-а пехотна бдинска дивизия
- 11-а пехотна македонска дивизия

Поставените си задачи армията изпълнява от 10 февруари 1941 до 19 декември 1943 година, когато е разформирована. Формирана е отново през септември 1944 година, но с нов състав.
Към 15 октомври 1944 година армията е в състав от 42 494 души и 7152 коня. От 15 октомври 1944 до 14 ноември същата година армията организира и провежда Брегалнишко-Струмишката операция, в която дава 1884 убити и ранени. На 19 декември 1944 година е демобилизирана.
На 1 януари 1945 г. съгласно заповед № 9 за командващ на 4-та армия е назначен генерал-майор Асен Греков, който командва армията до 6 август 1946 г., когато съгласно заповед № 73 поема командването на 2-ра армия.

## Командване
Званията са към датата на заемане на длъжността.
| №  | звание              | име              | дати                               |
| -- | ------------------- | ---------------- | ---------------------------------- |
| 1. | Генерал-майор       | Стилиян Ковачев  | 24 декември 1912 – 28 юни 1913     |
| 2. | Генерал-майор       | Вичо Диков       | 28 юни 1913 – 2 септември 1913     |
| 3. | Генерал-лейтенант   | Стефан Тошев     | 1917 – 1918                        |
| 4. | Генерал-лейтенант   | Сава Савов       | март - 21 юни 1918                 |
| 5. | Генерал от пехотата | Стефан Тошев     | 1918 – 1919                        |
|    | Генерал-майор       | Сотир Маринков   | от 1931                            |
|    | Генерал-майор       | Иван Филипов     | 1933 – 1934                        |
|    | Генерал-майор       | Младен Филипов   | от 1934                            |
|    | Полковник           | Константин Лукаш | септември 1934 – 19 юни 1935       |
|    | Генерал-майор       | Христо Данчев    | 1935                               |
|    | Генерал-майор       | Никола Недев     | от 1936                            |
|    | Генерал-майор       | Иван Марков      | от 1938                            |
|    | Генерал-майор       | Атанас Стефанов  | 11 август 1941 – 12 септември 1944 |
|    | Генерал-майор       | Боян Урумов      | 17 септември 1944 – 1 ноември 1944 |
|    | Генерал-майор       | Асен Сираков     | 1 ноември 1944 – 15 декември 1944  |
|    | Генерал-майор       | Асен Кръстев     | 1944 – 1945                        |
|    | Генерал-майор       | Асен Греков      | 1 януари 1945 – 6 август 1946      |